# 1938 na música

## Música Popular
- Carmen Miranda:  Na Baixa do Sapateiro, de Ary Barroso, e E o mundo não se acabou, de Assis Valente
- Orlando Silva: A jardineira, de Benedicto Larceda e Humberto Porto, e Meu romance
- Almirante: Yes, nós temos banana e Touradas em Madrid, de Braguinha
- Aracy de Almeida: Século de progresso e Último desejo, de Noel Rosa

## Nascimentos
| Data            | Nome               | Profissão                                | Nacionalidade          | Observações | Ref   |
| --------------- | ------------------ | ---------------------------------------- | ---------------------- | ----------- | ----- |
| 15 de Janeiro   | Bruce Hart         | compositor                               | Estados Unidos         | m. 2006     | [ 1 ] |
| 11 de Fevereiro | Simone de Oliveira | cantora e actriz                         | Portugal               |             |       |
| 12 de Fevereiro | Martinho da Vila   | músico                                   | Brasil                 |             |       |
| 23 de Fevereiro | Wilson Simonal     | cantor                                   | Brasil                 | m. 2000     | [ 2 ] |
| 20 de abril     | Johnny Tillotson   | cantor e compositor                      | Estados Unidos         | m. 2025     |       |
| 3 de Maio       | Agnaldo Rayol      | cantor                                   | Brasil                 | m. 2024     | [ 3 ] |
| 22 de Outubro   | Juca Chaves        | humorista, compositor, escritor e cantor | Brasil                 | m. 2023     | [ 4 ] |
| 19 de Dezembro  | Karel Svoboda      | compositor                               | Tchecoslováquia        | m. 2007     | [ 5 ] |
| 29 de Dezembro  | Bart Berman        | pianista e compositor                    | Países Baixos / Israel |             |       |

## Mortes

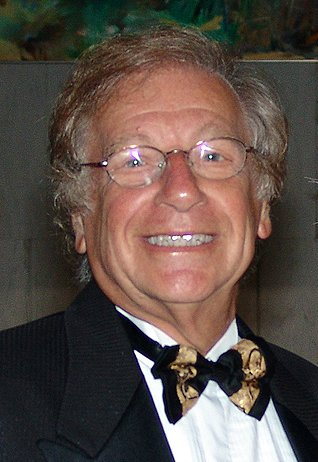
Juca Chaves

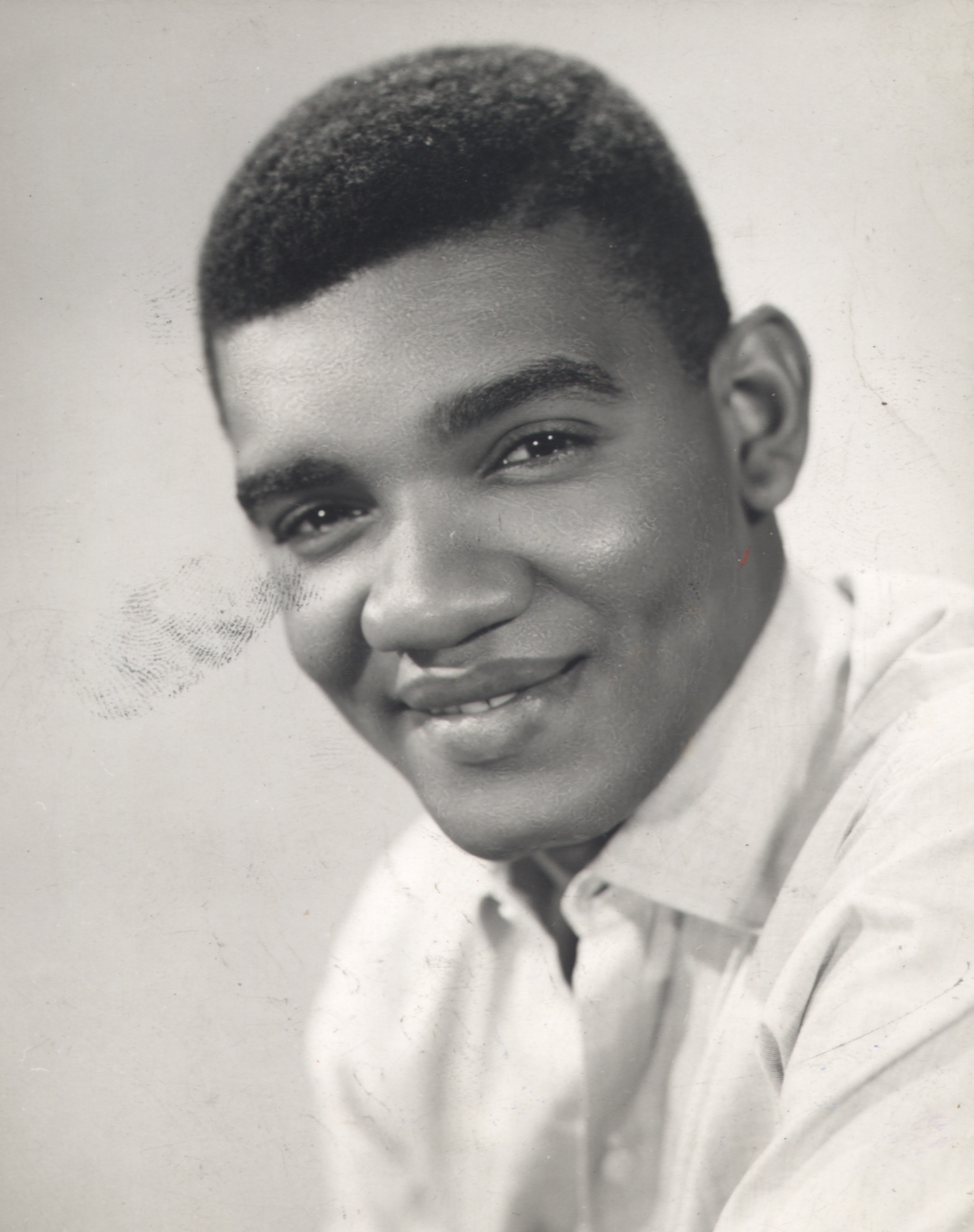
Wilson Simonal

| Data          | Nome           | Profissão                   | Nacionalidade  | Observações | Ref |
| ------------- | -------------- | --------------------------- | -------------- | ----------- | --- |
| 16 de Agosto  | Robert Johnson | compositor, cantor de blues | Estados Unidos | nasc. 1911  |     |
| 27 de Outubro | Alma Gluck     | cantora soprano             | Estados Unidos | nasc. 1884  |     |